# Дроздов, Станислав Николаевич
Станислав Николаевич Дроздо́в (1930—2014) — советский, российский учёный-физиолог растений, доктор биологических наук, заслуженный деятель науки Карельской АССР (1972), заслуженный деятель науки РСФСР (1980), директор Института биологии КарНЦ РАН (1961—1996).

## Биография
Родился в семье биолога-растениеведа.
После окончания в 1954 году с красным дипломом Ленинградского сельскохозяйственного института (агрономический факультет) поступил в аспирантуру института и в 1957 году защитил кандидатскую диссертацию.
С 1958 года в Петрозаводске, младший научный сотрудник лаборатории экологической физиологии растений Института биологии Карельского филиала АН СССР. С 1960 года — заведующий лабораторией экологической физиологии растений. В 1961 году назначен директором Института биологии.
В 1971 году защитил докторскую диссертацию на тему «Эколого-физиологические исследования устойчивости полевых культур к заморозкам» во Всесоюзном институте растениеводства им. Н. И. Вавилова, профессор (1976). Лауреат премии имени И. И. Гунара (1995).
Избирался депутатом Верховного Совета Карельской АССР, депутатом Петрозаводского городского Совета депутатов трудящихся, членом Петрозаводского горкома КПСС, председателем Карельского отделения Общества физиологов растений России, председателем Карельского отделения Всероссийского общества охраны природы.
Под руководством Дроздова защищено 4 докторских и более 20 кандидатских диссертаций.

## Научные труды
Является автором более 450 опубликованных научных работ, в том числе 3-х монографий. Соавтор 9-ти изобретений.